# Togabotys fuscolineatalis
Togabotys fuscolineatalis är en fjärilsart som beskrevs av Hiroshi Yamanaka 1978. Togabotys fuscolineatalis ingår i släktet Togabotys och familjen Crambidae. Inga underarter finns listade i Catalogue of Life.